# HOT.Sech.god.RG
HOT.Sech.god.RG（韓語：핫젝갓알지），簡稱為H.S.g.R.，是2013年4月9日推出的企劃組合，由五名同齡的韓國第一代偶像團體成員文熙俊（H.O.T.）、千明勳（NRG）、Tony An（H.O.T.）、殷志源（水晶男孩）、Danny Ahn（g.o.d）組成。團體名稱來自成員原本所屬組合名稱的代表單字，象徵四個第一代偶像團體的合作。
HOT.Sech.god.RG的團體問候語為：「你們！知道HOT.Sech.god.RG嗎？」，應援色則沿用成員原本所屬組合的應援色（H.O.T.：白色；水晶男孩：黃色；g.o.d：天藍色；NRG：粉紅色）。

## 團名由來
2013年4月，全體成員在錄製QTV綜藝節目《20世紀未少年》（韓語：20세기 미소년，未少年又可翻譯為末少年、美少年、瘋少年）第一集時討論團體名稱，其中擔任經紀公司代表的Tony An認為應採用人們容易記住的名稱，故提議使用成員原本所屬組合名稱的代表單字結合成新的團體名稱，即「HOT.Sech.god.RG」。另外，「RG」的韓語在句末有「知道嗎」的意思，因此團體名稱亦同時表達「知道HOT.Sech.god.RG嗎」的意思。

## 成員列表
| 成員列表  | 成員列表 | 成員列表 | 成員列表 | 成員列表        | 成員列表                    | 成員列表       | 成員列表      | 成員列表 |
| 藝名      | 藝名     | 本名     | 本名     | 本名            | 出生日期 / 出生地           | 隊內職務       | 所屬組合      | 應援色   |
| 藝名      | 諺文     | 漢字     | 諺文     | 羅馬拼音        | 出生日期 / 出生地           | 隊內職務       | 所屬組合      | 應援色   |
| --------- | -------- | -------- | -------- | --------------- | --------------------------- | -------------- | ------------- | -------- |
| 文熙俊    |          | 文熙俊   |          | Moon Hee Jun    | 1978年3月14日 · 首爾特別市  | 主舞、領唱     | H.O.T. (핫)   | 白色     |
| 千明勳    |          | 千明勳   |          | Chun Myung Hoon | 1978年4月6日 · 首爾特別市   | 領舞、領唱     | NRG (알지)    | 粉紅色   |
| Tony An   |          | 安勝浩   |          | An Seung Ho     | 1978年6月7日 · 首爾特別市   | 領唱           | H.O.T. (핫)   | 白色     |
| 殷志源    |          | 殷志源   |          | Eun Ji Won      | 1978年6月8日 · 首爾特別市   | 主Rapper、副唱 | 水晶男孩 (젝) | 黃色     |
| Danny Ahn |          | 安信源   |          | Ahn Shin Won    | 1978年12月22日 · 首爾特別市 | 領Rapper、副唱 | g.o.d (갓)    | 天藍色   |

## 演藝經歷

### HOT.Sech.god.RG組成與發展
2012年，以韓國偶像團體H.O.T.與水晶男孩當紅的1990年代末為背景的電視劇《請回答1997》創下高收視率，同時亦喚起觀眾對當代的回憶。有見及此，H.O.T.隊長文熙俊邀請四名來自第一代偶像團體的同齡朋友：隊友Tony An、NRG的千明勳、水晶男孩的殷志源及g.o.d的Danny Ahn，一同出演綜藝版《請回答1997》—《20世紀未少年》。在錄製第一集期間，五人定出「HOT.Sech.god.RG」作為團體名稱，並於2013年4月9日舉行的製作發佈會首度公開。
第一季的《20世紀未少年》於2013年4月16日首播，成員們除了聚在一起討論過去和當前生活故事外，亦以推出新作品為目標，而第一季的企劃為翻唱NRG出道歌曲〈我可以 (할 수 있어)〉，並翻拍此曲MV。1997年11月，NRG以此曲出道時大受歡迎，甚至登上音樂節目的1位後補。惟後來節目因亞洲金融風暴而取消1位制度，使NRG錯失奪得1位的機會，因此其他成員希望藉此機會讓觀眾重新關注此曲，作為送給成員千明勳的禮物。2013年5月14日，重新翻拍的〈我可以〉MV於《20世紀未少年》節目時段內首播，音源則於5月20日公開。歌曲推出後立刻造成迴響，不僅於Cyworld Music實時人氣曲排行榜持續佔據一位，MV亦於MelOn MV排行榜奪得一位。憑著節目及歌曲的成功，HOT.Sech.god.RG獲邀出演其他綜藝節目。其中於6月22日播出的KBS2音樂綜藝節目《不朽的名曲：傳說在歌唱》，HOT.Sech.god.RG以重新編曲編舞的〈在雨中擦身而過的日子 (비에 스친 날들)〉出戰，取得該集3連勝的佳績。
2013年7月12日，QTV宣佈將製作第二季的《20世紀未少年》，節目其後於8月27日首播。此季節目的企劃為短篇電視劇《12》，劇情參考12部電視劇，共邀請12名藝人參演，於11月12日節目時段內首播。11月4日，HOT.Sech.god.RG宣佈於同年12月24日舉行首個演唱會「Legend Back」。然而，由於成員Tony An其後捲入演藝圈賭博事件，其餘成員決定將演唱會取消，而11月19日播出的《20世紀未少年》最後一集亦刪減Tony An所有出鏡片段。
2013年11月26日，《20世紀未少年》的單元節目《未少年通信》首播，由HOT.Sech.god.RG的成員擔任主持，以「看得見的廣播及聽得到的電視」的概念與正在進行活動的偶像進行閒聊。節目原訂由HOT.Sech.god.RG五位成員及一名固定嘉賓分成三組輪流交替主持，但由於成員Tony An暫停演藝工作，節目改為逢星期二晚由殷志源及文熙俊主持《殷熙商談所》；星期四晚則由Danny Ahn及千明勳主持《DJ god RG》。
2014年5月27日，有線電視頻道OnStyle相關人士透露HOT.Sech.god.RG正準備全新綜藝節目，由文熙俊、千明勳、殷志源、Danny Ahn四名成員出演。6月17日，四名成員於HOT.Sech.god.RG與OnStyle的聯合Facebook專頁發文，邀請粉絲讚好專頁，以69,950個讚好數為舉行特別活動的目標。7月19日，綜藝節目《WISH (Where Is my Super Hero?)》首播，內容圍繞HOT.Sech.god.RG四名成員以收集69,950個讚好數（首爾蠶室主競技場總座位數）作為於首爾蠶室主競技場舉行遊擊演唱會的目標。7月27日，雖然Facebook專頁未達69,950個讚好數，但HOT.Sech.god.RG成員們決定於首爾新沙洞CGV清潭CINECITY影城舉行小型演唱會。當日成員Tony An於節目錄製結束後亮相，為HOT.Sech.god.RG時隔八個月首度全員合體。
2016年7月6日，千明勳、Tony An、Danny Ahn出演由殷志源主持的旅遊綜藝節目《Plan Man》，四人前往濟州島拍攝（文熙俊因主持電台節目《鄭在炯文熙俊的愉快生活》而未有參與演出）。7月31日至8月14日，四人出演的《Plan Man》於tagTV及TRENDY分三集播出。

### 成員所屬組合重組回歸
2014年5月8日，Danny Ahn所屬組合g.o.d以五人完全體回歸，並發表數位單曲〈醜小鴨 (미운오리새끼)〉；2016年4月14日，殷志源所屬組合水晶男孩全體成員於MBC綜藝節目《無限挑戰》企劃特輯《星期六星期六是歌手（六六歌）》第二季的游擊演唱會首度合體，節目播出後獲得巨大迴響。同年5月，除目前身為事業家的高志溶外，其餘五名成員與YG娛樂簽訂團體約。同年10月7日，水晶男孩發行重組後第一首數位單曲〈THREE WORDS (세 단어)〉；2017年10月28日，千明勳所屬組合NRG以三人組回歸，並發表二十週年紀念專輯《20世紀》；2018年2月，文熙俊與Tony An所屬組合H.O.T.以五人完全體出演《無限挑戰》企劃特輯《星期六星期六是歌手第三季 － H.O.T.》。

## 音樂作品

### 數位單曲
| 單曲 # | 單曲資料                                                                                            | 曲目                                                                                        |
| 1st    | 《20世紀未少年PROJECT》 - 發行日期：2013年5月20日 - 製作公司：QTV - 發行公司：LOEN娛樂 - 語言：韓語 | 曲目 1. 할 수 있어 (May I Love You)／我可以 2. 할 수 있어 (May I Love You)／我可以（Inst.） |

### 合輯
| 專輯 # | 專輯資料 | 曲目 |
| 1st    | 《不朽的名曲2：傳說在歌唱 朴南政篇》 - 發行日期：2013年6月22日 - 製作公司：KBS Media - 發行公司：LOEN娛樂 - 語言：韓語 | 曲目 1. 여인이여／女人啊 － Tim 2. 비에 스친 날들／在雨中擦身而過的日子 － HOT.Sech.god.RG 3. 사랑의 불시착／愛情的迫降 － Bada 4. 안녕 내사랑／再見我的愛 － Flower 5. 널 그리며／思念著你 － TEEN TOP、100% 6. 멀리보이네／遠看 － 洪京民 |

### 音樂錄影帶
| 年份   | 歌曲名稱                                                  |
| 2013年 | 할 수 있어 (May I Love You)／我可以（页面存档备份，存于） |

## 影視作品

### 綜藝節目

#### 固定出演
| 播出日期                 | 電視台  | 節目名稱                           | 出演成員                           | 備註     |
| 2013年4月16日－7月9日    | QTV     | 《20世紀未少年（第一季）》         | 全員                               | E01－E13 |
| 2013年8月27日－11月19日  | QTV     | 《20世紀未少年（第二季）》         | 全員                               | E14－E26 |
| 2013年11月26日－12月24日 | QTV     | 《未少年通信－殷熙商談所》         | 殷志源、文熙俊                     | E01－E05 |
| 2013年11月28日－12月26日 | QTV     | 《未少年通信－DJ god RG》          | Danny Ahn、千明勳                  | E01－E05 |
| 2014年7月19日－8月9日    | OnStyle | 《WISH (Where Is my Super Hero?)》 | 文熙俊、千明勳、 殷志源、Danny Ahn | E01－E04 |

#### 其他綜藝
| 播出日期               | 電視台       | 節目名稱                   | 出演成員                            | 備註                         |
| 2013年6月22日          | KBS2         | 《不朽的名曲：傳說在歌唱》 | 全員                                | E106 朴南政篇                |
| 2013年7月8日           | tvN          | 《現場脫口秀Taxi》         | 文熙俊、千明勳、 Tony An            | E297                         |
| 2013年7月10日          | SBS          | 《深夜正式演藝》           | 全員                                | E419                         |
| 2013年7月11日          | KBS2         | 《Happy Together 3》       | 全員                                | E307 HOT.Sech.god.RG特輯     |
| 2013年8月15日          | QTV          | 《申東燁與決定順位的女人》 | 文熙俊、千明勳、 Tony An、Danny Ahn | E19 HOT.Sech.god.RG的X-file  |
| 2013年8月20日          | SBS          | 《話神-支配心靈者》        | 全員                                | E26 倖存的偶像特輯           |
| 2013年9月7日           | KBS2         | 《演藝家中介》             | 全員                                | E491 HOT.Sech.god.RG遊擊約會 |
| 2014年3月20日          | KBS2         | 《Happy Together 3》       | 文熙俊、殷志源、 Danny Ahn          | E341 三劍客特輯              |
| 2014年5月17日          | MBC          | 《改變世界的Quiz》         | 文熙俊、千明勳、 殷志源             | E249 最強三兄弟特輯          |
| 2014年8月4日           | KBS2         | 《危機逃出NO.1》           | 文熙俊、千明勳、 殷志源             | E444 元祖偶像特輯            |
| 2014年8月17日          | SBS          | 《Running Man》            | 文熙俊、千明勳、 殷志源、Danny Ahn  | E209 三角謎題競賽            |
| 2016年7月31日－8月14日 | tagTV TRENDY | 《Plan Man》               | 殷志源、Tony An、 千明勳、Danny Ahn | E10－E12 濟州島篇            |

### 廣播電台
| 播出日期      | 頻道        | 節目名稱               | 出演成員 |
| 2013年8月20日 | SBS Love FM | 《金昌烈的Old School》 | 全員     |